# Stazione di Seibu-Yagisawa
La stazione di Seibu-Yagisawa (西武柳沢駅?, Seibu-Yagisawa-eki) è una stazione ferroviaria situata nella città di Nishitokyo nell'area metropolitana di Tokyo, e servita dalla linea Shinjuku delle Ferrovie Seibu. Fermano solo treni locali e semiespressi. La stazione non deve essere confusa con la stazione di Yagisawa della ferrovia elettrica di Nagano.

## Linee
Ferrovie Seibu
● Linea Seibu Shinjuku

## Struttura
La stazione si trova in superficie ed è dotata di due banchine laterali con due binari passanti. Le banchine sono collegate al fabbricato viaggiatori sopraelevato da scale fisse, mobili e ascensori.
| 1 | ● Linea Seibu Shinjuku | per Takadanobaba e Seibu-Shinjuku              |
| 2 | ● Linea Seibu Shinjuku | per Tanashi, Tokorozawa, Haijima e Hon-Kawagoe |

## Stazioni adiacenti
| «                    | Servizio             | »                    |
| Linea Seibu Shinjuku | Linea Seibu Shinjuku | Linea Seibu Shinjuku |
| -------------------- | -------------------- | -------------------- |
| Higashi-Fushimi      | Locale               | Tanashi              |
| Higashi-Fushimi      | Semiespresso         | Tanashi              |
| Transito             | Espresso             | Transito             |
| Transito             | Espresso pendolari   | Transito             |